# Monety kolekcjonerskie III RP w 2017
W 2017 r. Narodowy Bank Polski wyemitował 29 monet kolekcjonerskich, 22 srebrne i 5 złotych oraz dwie okolicznościowe pięciozłotówki z serii Odkryj Polskę. W tym roku zainaugurowano także trzy serie monet: Wyklęci przez komunistów żołnierze niezłomni, Wielcy polscy ekonomiści i Polskie Termopile.

## Spis monet
| Moneta                                                                             | Nominał     | Stop                | Średnica (mm) | Masa (g) | Nakład | Data emisji     | Projektant                                | Wizerunek   |
| ---------------------------------------------------------------------------------- | ----------- | ------------------- | ------------- | -------- | ------ | --------------- | ----------------------------------------- | ----------- |
| 150. rocznica powstania Towarzystwa Gimnastycznego „Sokół”                         | 10 złotych  | Ag 925              | 32            | 14,14    | 20 000 | 27 stycznia     | Robert Kotowicz                           | awersrewers |
| Żołnierze Niezłomni Seria: Wyklęci przez komunistów żołnierze niezłomni            | 10 złotych  | Ag 925              | 32            | 14,14    | 17 000 | 27 lutego       | Dobrochna Surajewska                      | awersrewers |
| Żołnierze Niezłomni Seria: Wyklęci przez komunistów żołnierze niezłomni            | 10 złotych  | Tampondruk          |               |          |        |                 |                                           |             |
| Danuta Siedzikówna „Inka” Seria: Wyklęci przez komunistów żołnierze niezłomni      | 10 złotych  | Ag 925              | 32            | 14,14    | 17 000 | 27 lutego       | Dobrochna Surajewska                      | awersrewers |
| Danuta Siedzikówna „Inka” Seria: Wyklęci przez komunistów żołnierze niezłomni      | 10 złotych  | Tampondruk          |               |          |        |                 |                                           |             |
| Mikołaj Kopernik Seria: Wielcy polscy ekonomiści                                   | 10 złotych  | Ag 925              | 32            | 14,14    | 15 000 | 24 kwietnia     | Sebastian Mikołajczak                     | awersrewers |
| Zadwórze Seria: Polskie Termopile                                                  | 20 złotych  | Ag 925              | 32,61         | 28,28    | 18 000 | 29 maja         | Urszula Walerzak                          | awersrewers |
| 200-lecie istnienia Zakładu Narodowego im. Ossolińskich                            | 10 złotych  | Ag 925              | 32            | 14,14    | 15 000 | 2 czerwca       | Robert Kotowicz                           | awersrewers |
| 200-lecie istnienia Zakładu Narodowego im. Ossolińskich                            | 100 złotych | Au 900              | 21            | 8        | 1 500  | 2 czerwca       | Robert Kotowicz                           | awersrewers |
| 35-lecie Solidarności Walczącej                                                    | 10 złotych  | Ag 925              | 32            | 14,14    | 20 000 | 13 czerwca      | Robert Kotowicz Jacek Jaśkiewicz          | awersrewers |
| 35-lecie Solidarności Walczącej                                                    | 10 złotych  | Moneta dwupoziomowa |               |          |        |                 |                                           |             |
| Zygmunt I Stary Seria: Skarby Stanisława Augusta                                   | 50 złotych  | Ag 999              | 45            | 62,20    | 6 000  | 12 lipca        | Robert Kotowicz Anna Wątróbska-Wdowiarska | awersrewers |
| Zygmunt I Stary Seria: Skarby Stanisława Augusta                                   | 500 złotych | Au 999              | 45            | 62,20    | 600    | 12 lipca        | Robert Kotowicz Anna Wątróbska-Wdowiarska | awersrewers |
| 100 dukatów Zygmunta III Seria: Historia monety polskiej                           | 20 złotych  | Ag 925              | 38,61         | 28,28    | 18 000 | 12 lipca        | Dominika Karpińska-Kopiec                 | awersrewers |
| 100 dukatów Zygmunta III Seria: Historia monety polskiej                           | 20 złotych  | Selektywne złocenie |               |          |        |                 |                                           |             |
| Rzeź Woli i Ochoty                                                                 | 10 złotych  | Ag 925              | 32            | 14,14    | 15 000 | 27 lipca        | Dobrochna Surajewska                      | awersrewers |
| Rzeź Woli i Ochoty                                                                 | 10 złotych  | Oksyda              |               |          |        |                 |                                           |             |
| 70-lecie Kultury Paryskiej                                                         | 10 złotych  | Ag 925              | 32            | 14,14    | 15 000 | 10 sierpnia     | Anna Wątróbska-Wdowiarska                 | awersrewers |
| 35. rocznica zrywu antykomunistycznego w Lubinie                                   | 20 złotych  | Ag 925              | 40 × 28       | 28,28    | 15 000 | 28 sierpnia     | Dobrochna Surajewska                      | awersrewers |
| 35. rocznica zrywu antykomunistycznego w Lubinie                                   | 20 złotych  | Oksyda, tampondruk  |               |          |        |                 |                                           |             |
| 100-lecie objawień fatimskich                                                      | 10 złotych  | Ag 925              | 36 × 24       | 10       | 25 000 | 15 września     | Urszula Walerzak                          | awersrewers |
| Witold Pilecki „Witold” Seria: Wyklęci przez komunistów żołnierze niezłomni        | 10 złotych  | Ag 925              | 32            | 14,14    | 15 000 | 28 września     | Dobrochna Surajewska Urszula Walerzak     | awersrewers |
| Witold Pilecki „Witold” Seria: Wyklęci przez komunistów żołnierze niezłomni        | 10 złotych  | Tampondruk          |               |          |        |                 |                                           |             |
| 200. rocznica śmierci Tadeusza Kościuszki                                          | 10 złotych  | Ag 925              | 32            | 31,10    | 16 000 | 12 października | Robert Kotowicz                           | awersrewers |
| 200. rocznica śmierci Tadeusza Kościuszki                                          | 10 złotych  | Wysoki relief       |               |          |        |                 |                                           |             |
| 200. rocznica śmierci Tadeusza Kościuszki                                          | 200 złotych | Au 900              | 27            | 15,50    | 1 500  | 12 października | Anna Wątróbska-Wdowiarska                 | awersrewers |
| Pięć wieków Reformacji w Polsce                                                    | 20 złotych  | Ag 925              | 38,61         | 28,28    | 20 000 | 23 października | Anna Wątróbska-Wdowiarska                 | awersrewers |
| Roman Dmowski Seria: Stulecie odzyskania przez Polskę niepodległości               | 10 złotych  | Ag 925              | 32 × 22       | 14,14    | 20 000 | 8 listopada     | Dobrochna Surajewska                      | awersrewers |
| Roman Dmowski Seria: Stulecie odzyskania przez Polskę niepodległości               | 100 złotych | Au 900              | 21            | 8        | 2 000  | 8 listopada     | Dobrochna Surajewska                      | awersrewers |
| 100-lecie powstania Komitetu Narodowego Polskiego                                  | 10 złotych  | Ag 925              | 32            | 14,14    | 15 000 | 15 listopada    | Tadeusz Tchórzewski                       | awersrewers |
| Feliks Selmanowicz „Zagończyk” Seria: Wyklęci przez komunistów żołnierze niezłomni | 10 złotych  | Ag 925              | 32            | 14,14    | 15 000 | 22 listopada    | Dobrochna Surajewska Urszula Walerzak     | awersrewers |
| Feliks Selmanowicz „Zagończyk” Seria: Wyklęci przez komunistów żołnierze niezłomni | 10 złotych  | Tampondruk          |               |          |        |                 |                                           |             |
| Henryk Glapiński „Klinga” Seria: Wyklęci przez komunistów żołnierze niezłomni      | 10 złotych  | Ag 925              | 32            | 14,14    | 15 000 | 5 grudnia       | Dobrochna Surajewska Urszula Walerzak     | awersrewers |
| Henryk Glapiński „Klinga” Seria: Wyklęci przez komunistów żołnierze niezłomni      | 10 złotych  | Tampondruk          |               |          |        |                 |                                           |             |
| Zygmunt August Seria: Skarby Stanisława Augusta                                    | 50 złotych  | Ag 999              | 45            | 62,20    | 6 000  | 7 grudnia       | Robert Kotowicz Anna Wątróbska-Wdowiarska | awersrewers |
| Zygmunt August Seria: Skarby Stanisława Augusta                                    | 500 złotych | Au 999              | 45            | 62,20    | 600    | 7 grudnia       | Robert Kotowicz Anna Wątróbska-Wdowiarska | awersrewers |
| Talar Władysława IV Seria: Historia monety polskiej                                | 20 złotych  | Ag 925              | 38,61         | 28,28    | 18 000 | 7 grudnia       | Dominika Karpińska-Kopiec                 | awersrewers |